# Pacifisch-Aziatisch kampioenschap curling vrouwen 1993
Het Pacifisch-Aziatisch kampioenschap curling voor vrouwen 1993 (destijds bekend als het Pacifisch kampioenschap) werd van 1 tot en met 3 november 1993 gehouden in het Australische Adelaide. Japan won het toernooi.

## Overzicht
Het was de tweede editie van dit regionale kampioenschap, na een onderbreking van één jaar. Er namen drie landen deel: gastland Australië, titelverdediger Japan en nieuwkomer Nieuw-Zeeland. In de groepsfase speelden alle landen één keer tegen elkaar. Japan en Australië speelden de finale, waarin de titelverdediger met 8-6 te sterk was voor het gastland. Hiermee plaatste Japan zich voor het WK curling 1994.

## Groepsfase
| Land          | Skip           | W | V |
| ------------- | -------------- | - | - |
| Japan         | Mayumi Seguchi | 2 | 0 |
| Australië     | Lynn Hewitt    | 1 | 1 |
| Nieuw-Zeeland | Helen Greer    | 0 | 2 |

| Land          | 1 | 2 | 3 | 4 | 5 | 6 | 7 | 8 | 9 | 10 |  | 11 |  | T |
| ------------- | - | - | - | - | - | - | - | - | - | -- |  | -- |  | - |
| Australië     | ? | ? | ? | ? | ? | ? | ? | ? | ? | ?  |  | ?  |  | ? |
| Nieuw-Zeeland | ? | ? | ? | ? | ? | ? | ? | ? | ? | ?  |  | ?  |  | ? |

| Land      | 1 | 2 | 3 | 4 | 5 | 6 | 7 | 8 | 9 | 10 |  | 11 |  | T |
| --------- | - | - | - | - | - | - | - | - | - | -- |  | -- |  | - |
| Australië | ? | ? | ? | ? | ? | ? | ? | ? | ? | ?  |  | ?  |  | ? |
| Japan     | ? | ? | ? | ? | ? | ? | ? | ? | ? | ?  |  | ?  |  | ? |

##### Derde speelronde
Dinsdag 2 november 1993
| Land          | 1 | 2 | 3 | 4 | 5 | 6 | 7 | 8 | 9 | 10 |  | 11 |  | T |
| ------------- | - | - | - | - | - | - | - | - | - | -- |  | -- |  | - |
| Japan         | ? | ? | ? | ? | ? | ? | ? | ? | ? | ?  |  | ?  |  | ? |
| Nieuw-Zeeland | ? | ? | ? | ? | ? | ? | ? | ? | ? | ?  |  | ?  |  | ? |

## Finale
Woensdag 3 november 1993
| Land      | 1 | 2 | 3 | 4 | 5 | 6 | 7 | 8 | 9 | 10 |  | 11 |  | T |
| --------- | - | - | - | - | - | - | - | - | - | -- |  | -- |  | - |
| Australië | ? | ? | ? | ? | ? | ? | ? | ? | ? | ?  |  | ?  |  | 6 |
| Japan     | ? | ? | ? | ? | ? | ? | ? | ? | ? | ?  |  | ?  |  | 8 |

## Eindstand
| Rang   | Land          |
| ------ | ------------- |
| Goud   | Japan         |
| Zilver | Australië     |
| Brons  | Nieuw-Zeeland |